# John Lee Hooker
John Lee Hooker (22. august 1917 – 21. juni 2001) var en amerikansk bluessanger, guitarist og sangskriver. Han var født i Coahoma County nær byen Clarksdale i Mississippi.
John Lee Hooker var inspireret af sin stedfar, en lokal bluesguitarist, som i Louisiana lærte en monoton blues i én akkord, der var markant anderledes end den sædvanlige Delta blues på den tid.
John Lee Hookers stil havde mange lighedspunkter med den tidlige Delta blues, men hans musik havde et mere frit rytmisk udtryk, hvor han ofte iblandede boogie-woogie-rytmer i sit guitarspil og i sin vokal. Hans mest kendte sange er formentlig Boogie Chillen (1948) og Boom Boom (1962).
John Lee Hooker har haft stor indflydelse på rockmusiken, og hans sange er indspillet af blandt andet The Animals, The White Stripes, Led Zeppelin, The Doors, Jimi Hendrix, MC5, George Thorogood, Van Morrison, The Yardbirds, Canned Heat, R. L. Burnside, The J. Geils Band og The Jon Spencer Blues Explosion.
- Wikimedia Commons har flere filer relateret til John Lee Hooker